# Bindahara sugriva
Bindahara sugriva är en fjärilsart som beskrevs av Thomas Horsfield 1829. Bindahara sugriva ingår i släktet Bindahara och familjen juvelvingar. Inga underarter finns listade i Catalogue of Life.